# Équipe cycliste Interpro Cycling Academy
L'équipe cycliste Interpro Cycling Academy est une équipe cycliste japonaise créée en 2007 sous le nom de Neilpryde-Men's Club, puis Neilpryde-Nanshin Subaru en 2016 et enfin sa dénomination actuelle depuis 2017 année de l'obtention du statut d'équipe continentale.

## Principales victoires
- Tour cycliste international de la Guadeloupe : 2019 (Adrien Guillonnet)

## Classements UCI
L'équipe participe aux différents circuits continentaux et en particulier les courses de l'UCI Asia Tour. Le tableau ci-dessous présente les classements de l'équipe sur ces circuits, ainsi que son meilleur coureur au classement individuel.
UCI Africa Tour
| Saison | Classement par équipes | Meilleur coureur au classement individuel |
| ------ | ---------------------- | ----------------------------------------- |
| 2017   | 9e                     | Tesfom Okubamariam (7e)                   |

UCI Asia Tour
| Saison | Classement par équipes | Meilleur coureur au classement individuel |
| ------ | ---------------------- | ----------------------------------------- |
| 2017   | 62e                    | Tesfom Okubamariam (123e)                 |
| 2018   | 10e                    | Daniel Whitehouse (83e)                   |
| 2019   | 62e                    | Yuki Ishihara (134e)                      |

## Interpro Cycling Academy en 2019

### Effectif
| Cycliste                 | Date de naissance | Nationalité | Équipe 2018             |  |
| ------------------------ | ----------------- | ----------- | ----------------------- |  |
| Hernán Aguirre           | 13 décembre 1995  | Colombie    | Manzana Postobón        |  |
| Māris Bogdanovičs        | 19 novembre 1991  | Lettonie    | Amore & Vita-Prodir     |  |
| David Casanovas          | 1er avril 1997    | Espagne     | Telco.m Ederlan Frenkit |  |
| Charles-Étienne Chrétien | 16 juin 1999      | Canada      | Silber                  |  |
| Evan Clouse              | 6 novembre 1999   | États-Unis  | Texas Roadhouse         |  |
| Adrien Guillonnet        | 21 novembre 1993  | France      | SCO Dijon               |  |
| Florian Hudry            | 6 novembre 1994   | France      | Interpro Stradalli      |  |
| Yuki Ishihara            | 5 avril 1997      | Japon       | Interpro Stradalli      |  |
| Simon Jones              | 24 août 1997      | États-Unis  | Texas Roadhouse         |  |
| Tomoya Koyama            | 18 juillet 1998   | Japon       | Igname Shinano Yamagata |  |
| Kyohei Mizuno            | 23 octobre 1988   | Japon       | Interpro Stradalli      |  |
| Gauthier Navarro         | 11 mars 2000      | France      | Culture Vélo-Look       |  |
| Samuel Ponce             | 28 novembre 1991  | Andorre     | MVK 25-AC Andorrana     |  |
| Aleksejs Saramotins      | 8 avril 1982      | Lettonie    | Bora-HansGrohe          |  |
| Koki Shinoda             | 11 mars 1999      | Japon       | Interpro Stradalli      |  |
| Pablo Torres             | 27 novembre 1987  | Espagne     | Burgos BH               |  |

### Victoires
| Date       | Course                                      | Pays   | Classe | Vainqueur         |
| ---------- | ------------------------------------------- | ------ | ------ | ----------------- |
| 23/03/2019 | 2e étape du Tour de Tochigi                 | Japon  | 2.2    | Māris Bogdanovičs |
| 25/05/2019 | 7e étape du Tour du Japon                   | Japon  | 2.1    | Pablo Torres      |
| 17/07/2019 | 4e étape du Tour du lac Qinghai             | Chine  | 2.HC   | Hernán Aguirre    |
| 8/08/2019  | 6e étape du Tour de la Guadeloupe           | France | 2.2    | Adrien Guillonnet |
| 11/08/2019 | Classement général du Tour de la Guadeloupe | France | 2.2    | Adrien Guillonnet |

## Saisons précédentes
- Interpro Academy en 2017
- Interpro Stradalli en 2018